# Dragon's Revenge
Dragon's Revenge (ドラゴンズ・リベンジ?, Doragonzu Ribenji) è un videogioco di flipper della Tengen pubblicato per Sega Genesis nel 1993. È il seguito di Devil's Crush (Dragon's Fury), un videogioco dello stesso genere con ambientazione in stile fantasy eroico, in cui il giocatore deve sconfiggere un drago e una strega. Il gioco ricevette recensioni generalmente positive.

## Modalità di gioco
Il gioco presenta parecchi livelli diversi, tra cui livelli bonus e combattimenti contro i boss. Nessuno dei livelli cerca di simulare un flipper, come negli altri giochi del genere, ma ne utilizza solo le meccaniche di base.

## Trama
Gli abitanti del villaggio di Kalfin's Keep sono stati schiavizzati dal male e dalla sua consorte Darzel, che usa la propria magia per catturare tre avventurieri: Kragor il guerriero, una donna barbara di nome Flavia e una maga buona di nome Rina. L'obiettivo del giocatore è quello di utilizzare delle palle magiche (quelle del flipper) come arma per salvare gli eroi imprigionati, e per poi guidarli nella battaglia contro le forze dell'oscurità. Alla fine del gioco, il drago viene ucciso e Darzel viene intrappolata in una palla.

## Critica
Dragon's Revenge ricevette un punteggio di 14.5 su 20 da GamePro, che lo definì "un buon gioco per gli amanti del flipper e i videogiocatori a cui piace l'azione frenetica e che hanno apprezzato Dragon's Fury". Electronic Gaming Monthly ne lodò il comparto grafico e disse che vale la pena giocarlo se si è amanti del genere, dandogli un 6.8 su 10. Mean Machines Sega gli diede 74%, aggiungendo però che si tratta di un titolo mediocre, deludente se paragonato a Dragon's Fury, uscito due anni prima. La recensione di Sega Visions fu molto più positiva, come furono anche le quelle su riviste francesi come Consoles Plus (90%), Joypad (83%), MEGA Force (84%) e Player One (89%).